# PCBD1
La pterina-4 alfa-carbinolammina deidratasi è un enzima che nell'uomo è codificato dal gene PCBD1.

## Funzione
Questo gene codifica per una pterina-4 alfa-carbinolammina deidratasi, un enzima coinvolto nella idrossilazione della fenilalanina. La mancanza di questo enzima porta ad una iperfenilalaninemia. L'enzima regola l'omodimerizzazione del fattore di trascrizione epatico HNF1.

## Interazioni
PCBD1 ha mostrato una interazione con DYRK1B e HNF1A.